# La Ercina
La Ercina es un municipio y lugar español de la provincia de León, en la comunidad autónoma de Castilla y León. Cuenta con una población de 425 habitantes (INE 2024).
Se sitúa a 1102 metros sobre el nivel del mar. Tiene un clima extremo, frío en invierno y caluroso en verano. Posee un museo etnográfico que muestra los aperos utilizados en la labranza recogidos por sus parroquianos. Se celebra la «feria de la pera asadera». Durante el verano de 2013 se iniciaron las excavaciones arqueológicas en el lugar llamado «Peña del Castro» destinadas a sacar a la luz los vestigios de un castro prerromano amurallado. Sus fiestas patronales se celebran el 15 de agosto.
El municipio consta de 14 localidades: Acisa de las Arrimadas, Barrillos de las Arrimadas, Corral de las Arrimadas, Santa Colomba de las Arrimadas, Laíz de las Arrimadas, La Ercina, Fresnedo de Valdellorma, Oceja de Valdellorma, Yugueros, Palacio de Valdellorma, San Pedro de Foncollada, La Serna, Sobrepeña y Valporquero de Rueda.

## Historia

#### Segunda República
En la tarde del miércoles 18 de diciembre de 1935 unos jóvenes afiliados a Acción Popular prorrumpieron en actitud provocadora en una taberna del barrio de la Estación, propiedad de José Ramón Regueiro, practicante y presidente del Comité local de Unión Republicana. Tras dar vivas a Gil-Robles y mueras a los jefes de los partidos republicanos, y ante la recriminación de Regueiro, sacaron varias pistolas e hicieron una descarga contra el propietario de la taberna. Acudió la mujer de la víctima, sobre la que también dispararon. A continuación la esposa de la víctima pudo huir, pero dispararon también sobre una joven empleada del médico, que habitaba en la casa vecina. Casi todos los individuos que formaban el grupo agresor fueron detenidos.

## Demografía
Cuenta con una población de 425 habitantes (INE 2024).
| Gráfica de evolución demográfica de La Ercina entre 1842 y 2021                                                       |
| |
| Población de derecho según los censos de población del INE. Población de hecho según los censos de población del INE. |

## Comunicaciones
Se encuentra comunicada a través de la carretera LE-4606 con el eje subcantábrico CL-626.
La localidad de La Ercina tiene una estación que permite el uso de la línea León-Cistierna-Guardo y León-Bilbao de FEVE.

## Cultura

### Patrimonio
En Barrillos de las Arrimadas existe un pequeño santuario construido en 1880 en honor de Nuestra Señora de los Remedios donde cada 22 de agosto se celebra una romería tradicional.
Compartida entre Barrillos de las Arrimadas y La Acisa de las Arrimadas, la iglesia parroquial de Santa Marina tiene una torre románica del siglo XIII y en su interior un retablo renacentista del siglo XVI con una serie de relieves, que representan al apostolado, así como tallas del Cristo, Santa Marina y San Antonio.
En la iglesia parroquial de Yugueros se encuentra un retablo del siglo XVI.
El Ayuntamiento tiene su sede en un antiguo lavadero de carbón rehabilitado desde donde se divisa la parte llamada «de la estación» y la zona del valle de Valdellorma.

### Fiestas
Las fiestas patronales de La Ercina se celebran en honor a la Asunción de Nuestra Señora, el 15 de agosto.
En Acisa de las Arrimadas se celebra la feria de «la pera asadera» el último fin de semana del mes de octubre, coincidiendo con su recolección.